# 镨
鐠，是一種化學元素，其化學符號为Pr，原子序數为59，原子量為140.90766 u，属于镧系元素，也是稀土元素之一。鐠是一種柔軟、富延展性的銀白色金屬，暴露在空氣中時表面會慢慢形成綠色的疏鬆氧化層。
镨在自然界中總是與其他稀土金屬一同存在。它是第六豐富的稀土元素和第四豐富的鑭系元素，約佔地殼的9.1ppm，豐度與硼相當。
如同大多數稀土元素，镨最尋常的氧化態為+3，這是鐠離子在水溶液中唯一穩定的價態，而+4態的鐠在某些固體化合物中已被發現，至於在鑭系元素中獨一無二的+5態僅在間質隔離條件下被觀察到過。0、+1和+2態的鐠則很少見。含Pr3+離子的水溶液呈黃綠色，將Pr3+摻入玻璃中也會產生深淺不一的黃綠色。镨的一些工業用途便是利用其過濾光源發出的黃光的能力，例如焊接工人的護目鏡等。

## 性质
镨是一种银白色的、中等柔软的镧系金属元素，在空气中抗腐蚀能力比镧、铈和铕都要强，但暴露在空气中表面会产生一层易碎的绿色氧化物，所以纯镨必须保存在真空或充氬玻璃管中。

### 物理性质
镨是第三個镧系元素。在元素周期表中，它位于铈的右边、钕的左边、锕系元素镤的上方。它是一种延展性高的金属，硬度和银相當。其59个电子的电子排布为[Xe]4f36s2。理论上，外面五个电子都可以作为价电子，但是只有在极端情况下镨才会使用这五个价电子。正常情况下，镨化合物中镨只会使用三个（有时是四个）价电子。
如同其它三价的輕镧系元素，镨在常温下是六方最密堆积结构的。在560 °C时，镨的晶體結構会轉变成面心立方。在接近935 °C的熔点前，镨还会短暂形成体心立方晶系。
镨和其它镧系元素一样，在室温下是顺磁性的。 不像其它镧系元素，会在低温下变成反铁磁性或铁磁性，镨在1K 以上都是顺磁性的。

### 化学性质
鐠為較活潑的金屬。金属镨在空气中會慢慢失去光泽，形成會像铁锈一样剝落的綠色氧化层。一立方公分大小的金属镨样品會在大约一年内完全腐蚀。
镨在150 °C时很容易燃烧，形成非整比的棕黑色氧化物十一氧化六镨，其中鐠和氧的比例近似Pr6O11，當中有4個鐠原子為+4價，2個鐠原子為+3價：
12 Pr + 11 O2 → 2 Pr6O11
十一氧化六鐠是室溫下鐠最穩定的氧化物，这种化合物可以被氢气还原成淡綠色的+3價氧化物三氧化二镨（Pr2O3）。至於镨的+4价氧化物，黑色的二氧化镨（PrO2），是由镨在400 °C和282 bar下於纯氧中燃烧或Pr6O11在沸腾的醋酸下歧化而成。
镨的电正性很大，和冷水反应较慢，但和热水反应迅速，形成氢氧化镨：
2 Pr (s) + 6 H2O (l) → 2 Pr(OH)3 (aq) + 3 H2 (g)
金属镨能和所有卤素反应，形成三卤化物：
2 Pr (s) + 3 F2 (g) → 2 PrF3 (s) （绿色）
2 Pr (s) + 3 Cl2 (g) → 2 PrCl3 (s) （绿色）
2 Pr (s) + 3 Br2 (g) → 2 PrBr3 (s) （绿色）
2 Pr (s) + 3 I2 (g) → 2 PrI3 (s)
四氟化镨（PrF4）是已知的，可以由氟化钠和三氟化镨的混合物和氟气反应生成Na2PrF6，之后再用液態氟化氢從反應混合物中去除氟化钠，即可得到四氟化镨。镨也会形成青铜色的二碘化物。类似镧、铈和钆的二碘化物，它是一种鐠（III）的电子盐。
镨和稀硫酸反应，形成含有黄绿色Pr3+离子的[Pr(H2O)9]3+配合物：
2 Pr (s) + 3 H2SO4 (aq) → 2 Pr3+ (aq) + 3 SO2−
4 (aq) + 3 H2 (g)
含有鐠（IV）的化合物溶于水不会形成黄色的Pr4+离子，由於Pr4+對Pr3+的标准电极电势是+3.2 V，造成Pr4+離子的氧化性極強，在水中不稳定，会氧化水并产生Pr3+離子。而Pr3+對鐠原子的标准电极电势是 −2.35 V。不过，在強碱性环境下，Pr4+离子可以由臭氧氧化而生成。
儘管目前體態的鐠（V）尚屬未知，但2016年有研究發現在惰性氣體間質隔離條件下存在+5氧化態的鐠，具有前述惰性氣體氙的穩定電子組態。在該實驗中所發現具有+5態鐠的分子包括[PrO2]+、其和氧氣（O2）及氬氣（Ar）的加成物，以及PrO2(η2-O2)。

### 同位素
自然界中的镨只由一种稳定同位素組成，即141Pr，因此鐠屬於單一同位素元素。141Pr有82个中子，而82是一个幻数，会使該同位素的原子核有特別的稳定性。141Pr可以通过恆星的S-过程和R-过程生成。
除了天然的141Pr外，镨还有38种人工合成的放射性同位素，其中壽命較長的有143Pr（半衰期为13.57天）和142Pr（半衰期为19.12小时）。 其他放射性同位素的半衰期都超不过5.985小时，大部分的半衰期少于33秒。镨还有6个亚稳态，其中比较稳定的是138mPr（t½ 2.12小时）、142mPr（t½ 14.6分鐘）和134mPr（t½ 11分鐘）。143Pr和141Pr都是鈾的裂變產物。比141Pr輕的鐠同位素主要發生正電子發射或電子俘獲衰變成鈰的同位素，而較重的同位素主要發生β衰變形成釹的同位素。

## 历史

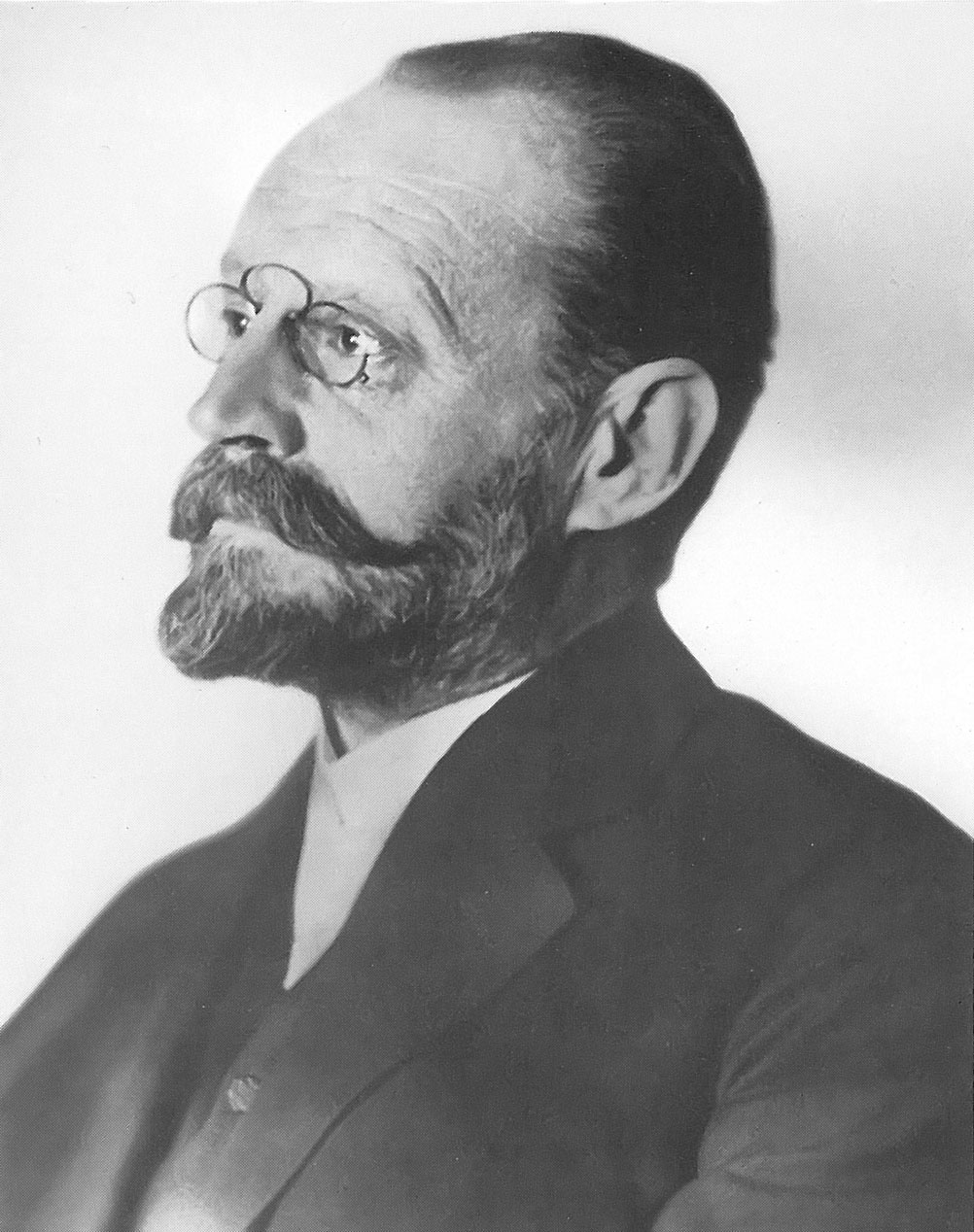
卡尔·奥尔·冯·威尔斯巴赫 (1858–1929) 在1885年发现了镨

1751年，瑞典矿物学家阿克塞尔·弗雷德里克·克龙斯泰特在巴斯特纳斯的矿山中发现了一种重矿物，后来命名为硅铈石。三十年后，15岁、来自拥有这种矿石的家族的威廉·希辛格将硅铈石的样本寄给卡尔·威廉·舍勒，但舍勒没有在其中发现任何新元素。1803年，在希辛格成为一名铁匠后，他与永斯·贝采利乌斯一同重啟對該矿物的分析並從中分离出一种新的氧化物（即二氧化鈰），他們以两年前新发现的谷神星將将其命名为ceria。與此同时，马丁·克拉普罗特也在德国独立分离出了二氧化铈。1839年至1843年间，瑞典外科医生兼化学家卡尔·古斯塔夫·莫桑德与贝采利乌斯证明ceria是多种氧化物的混合物。他從中分离出了另外两种新氧化物，分別将其命名为lanthana和didymia。他通过在空气中焙烧硝酸铈样品使之部分分解，然后用稀硝酸处理生成的氧化物。形成这些氧化物的新發現元素依照其氧化物名稱而被命名为lanthanum（镧）和didymium。
虽然镧的樣品被证明是纯的單一元素而受到廣泛認可，但didymium在數年後被發現是許多輕镧系元素的混合物。这正如马克·德拉方丹在對didymium進行光谱分析后所怀疑的那样，尽管他没有时间将其组成元素一一分离。1879年，保罗·埃米尔·勒科克·德布瓦博德兰從didymium中分離出了混有铕的钐。1885年，卡尔·奥尔·冯·威尔斯巴赫才將didymium分离成镨和钕兩種新元素。由于钕在didymium中的比例比镨更高，因此它保留了旧名称didymium并加上neo（出自希腊语νέος，意為新的）作為前綴而被命名為neodymium，而镨因為其盐類的韭葱绿色而被命名為praseodymium，其中前綴praseo出自希腊语πρασιος，意为韭菜绿。其實早在1882年，博胡斯拉夫·布劳纳就已经提出了didymium的复合性质，但没有通过实验將其分离。

## 存在和生產
儘管屬於稀土元素的一員，鐠在地殼中並不算特別稀有的元素，在地殼中的占比為9.2 mg/kg，介於釤（7.05 mg/kg）和錒系元素釷（9.6 mg/kg）之間。鐠是第四豐富的鑭系元素和第六豐富的稀土元素，其豐度低於鈰（66.5 mg/kg）、釹（41.5 mg/kg）和鑭（39 mg/kg），以及另外兩種非鑭系的稀土元素釔（33 mg/kg）和鈧（22 mg/kg）。儘管鐠稱不上稀有，但在含鐠礦物中鐠從不作為主要成分出現，其在礦物中的含量總是低於鈰和鑭，通常也低於釹。
Pr3+离子的大小与其他轻镧系元素（從鑭開始到钐和铕的镧系元素）相似，因此镨往往与它们一起出现在磷酸盐、硅酸盐和碳酸盐矿物中，例如独居石（MIIIPO4）和氟碳铈矿（MIIICO3F），其中M代表除了钪和放射性的钷以外的所有稀土元素（以鈰、鑭和釔居多，鐠和釹次之）。氟碳铈矿中通常缺乏钍和重镧系元素，因此从中提取轻镧系元素所需的工作量较少。矿石经粉碎、研磨后，首先用热浓硫酸处理，放出二氧化碳、氟化氢和四氟化硅。然后，将产物干燥并用水浸出，在溶液中留下輕镧系元素离子（包括镨）。
独居石中通常包含所有稀土元素以及不少的钍，因此分离過程更为复杂。独居石由于其磁性，可以通过反复的电磁分离来进行分离。分离后，用热浓硫酸处理，可得水溶性的稀土硫酸盐。酸性滤液会被氢氧化钠部分中和至pH3～4。钍以氢氧化钍的形式从溶液中沉淀出来并被去除。之后，将溶液用草酸铵处理，将稀土元素转化为其不溶性草酸盐。草酸盐通过退火分解成氧化物。将这些氧化物溶解在硝酸中，移除主要成分之一——铈，其氧化物不溶于硝酸。处理这些残留物时必须小心，因为它们含有釷-232的衰变产物镭-228，一种强γ放射源。接著可以通過離子交換法或使用磷酸三丁酯等溶劑將鐠與其他鑭系元素分離。鑭系元素之+3價離子在磷酸三丁酯中的溶解度隨著原子序數的增大而增加。從獨居石提取出的混合稀土金属中，大约含有5%的镨。

## 应用
由于镧系元素間彼此的性質非常相似，镨可以部分替代大多数應用中其他镧系元素的位置而不会显着降低效能。事實上镧系元素的许多应用需要使用到多种镧系元素間不同比例的混合物，其中便包含少量的镨，例如混合稀土金属和鈰鐵合金等。以下主要列出稀土產業中特別涉及镨的幾項應用：
- 镨可以和另一种稀土元素——钕混合，制造以强度和耐用性着称的高功率磁铁。[34]一般来说，大多数的铈族稀土（從镧到钐間的鑭系元素）与第一过渡系的过渡金属（如鐵、鈷等）之合金可提供极其稳定的磁体，通常用于小型设备，如馬達、印表機、手表、耳机、扬声器和磁储存等。[33]由於可再生能源的推廣及發展日益盛行，而部分風力發電機中的馬達需要使用到含有鐠、鋱及鏑的釹鐵硼永磁體，因此有人認為未來鐠、釹、鋱及鏑等稀土將成為世界上地緣政治競爭的主要資源對象之一。然而，該觀點被批評其未意識到大多數風力發電機組並不使用永磁體，並且低估了經濟激勵措施對產能的擴大所造成的影響力。[35]
- 鐠和釹可作為玻璃添加劑，製成的鐠釹玻璃可吸收黃光及部分紅外波段，被用作电焊和吹製玻璃時使用的护目镜以及攝影濾光鏡等。[4]
- 镨的氧化物可作為玻璃、陶瓷和琺瑯的黄色著色劑。在玻璃染色領域中有很多更便宜的著色劑可以產生和鐠相似的顏色，因此以鐠玻璃為材料的作品很少，在現代非常罕見。不過被稱為「鐠黃」的深黃色陶瓷釉料直至今日仍有商業用途。[4][33][36]
- Pr3+離子在光學及光子學領域的許多設備中被用作摻雜劑，例如DPSS雷射器（如摻鐠氟化釔鋰雷射（英语：Pr:YLF laser））、單模光纖放大器[37]、光纖雷射器[38]、上轉換奈米粒子（英语：Upconverting nanoparticles）[39][40]以及紅色、綠色、藍色和紫外螢光粉中的激活劑等。[33]摻雜鐠離子的矽酸鹽晶體也被用於將光脈沖減慢到每秒幾百米的速度。[41]
- 镨和镍的合金（PrNi5）有很强的磁冷却性（英语：Magnetic refrigeration#The magnetocaloric effect），可以让科学家们达到0.001K的极低温。[42]
- 鐠和镁的合金具有高強度，被用于制造飞机引擎。合金中的鐠可被釹或釔代替。[43][44]
- 氧化鐠和二氧化鈰及二氧化鋯形成的固溶體可用作氧化反應之催化剂。[45]
- 鐠和其他稀土元素之氟化物被用于碳弧燈的碳芯中，用于电影行业工作室和图像投影仪的高亮度照明。[42]

## 生物作用和注意事项
如同其他稀土元素，鐠在人體內沒有已知的生物作用。除了嗜甲烷菌Methylacidiphilum fumariolicum外，目前沒有發現鐠在其他生物體中發揮任何生物學作用，但其毒性也並不高，不會在食物鏈中累積到產生明顯副作用的程度。目前已知将稀土元素静脉注射至动物体内会损害肝功能，但人类吸入稀土氧化物的主要副作用来自其中的放射性元素钍和铀杂质。
輕鑭系元素對於火山泥溫泉中的嗜甲烷菌（如Methylacidiphilum fumariolicum）至關重要，是其體內甲醇脫氫酶的重要輔助因子。由於輕鑭系元素間彼此化學性質的高度相似性，菌體內的鑭、鈰、鐠和釹可以相互取代而不會對菌體產生任何不良影響。若以釤、銪或釓等質量稍重的鑭系元素取代，除了使它們生長緩慢外亦沒有其他副作用。

## 外部連結
- 元素镨在洛斯阿拉莫斯国家实验室的介紹（英文）
- —— 镨（英文）
- 元素镨在The Periodic Table of Videos（諾丁漢大學）的介紹（英文）
- 元素镨在Peter van der Krogt elements site的介紹（英文）
- WebElements.com – 镨（英文）

- 关于镨金属的图像和更多详细信息（德文）